# Saint-Julien (Vosges)
Saint-Julien ist eine französische Gemeinde mit 103 Einwohnern (Stand: 1. Januar 2022) im Département Vosges in der Region Grand Est. Sie gehört zum Arrondissement Neufchâteau und zum Kanton Darney.

## Geografie

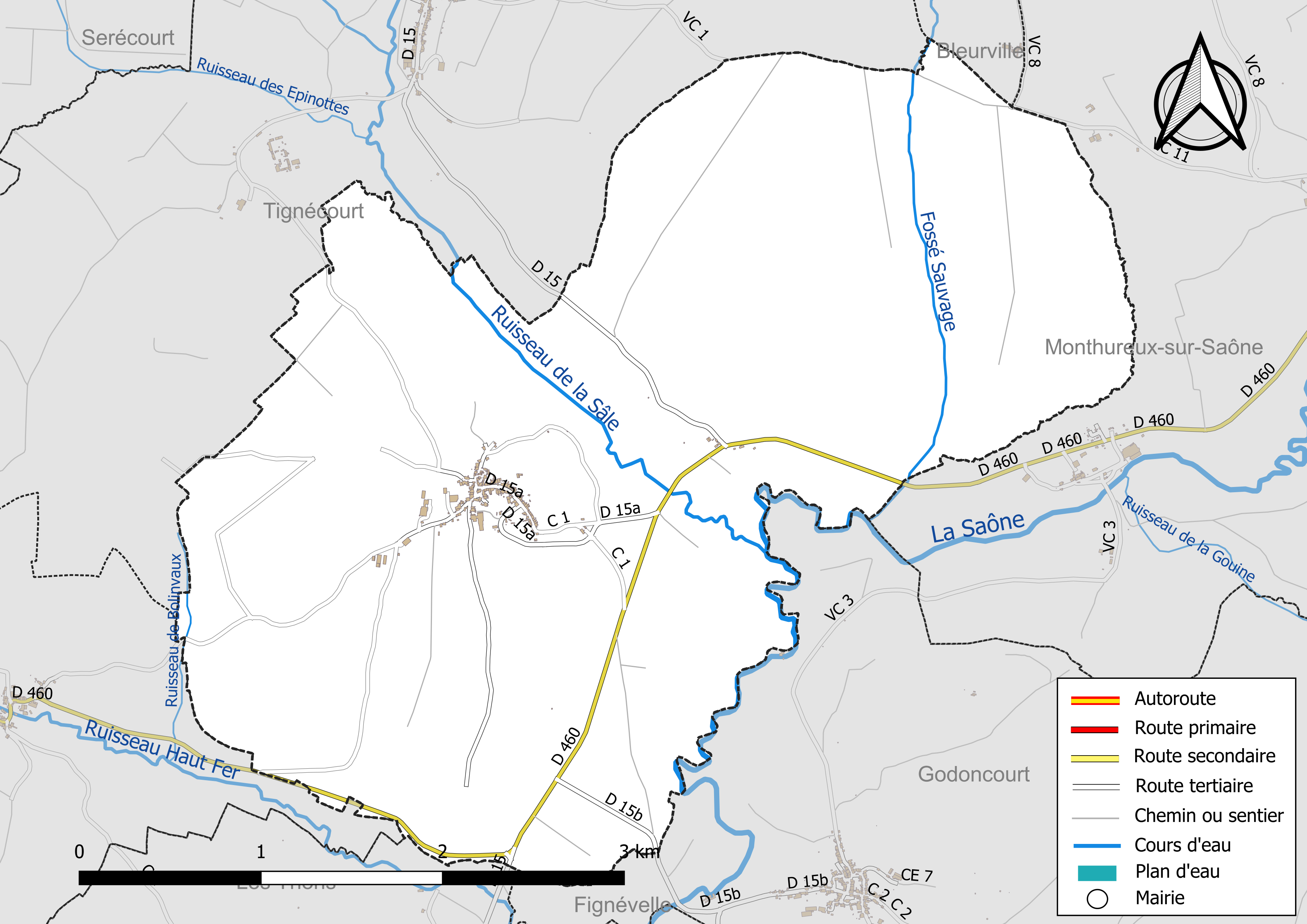
Gewässer und Straßen der Gemeinde

Saint-Julien liegt in Lothringen etwa 20 Kilometer südsüdwestlich von Vittel und etwa 46 Kilometer westsüdwestlich von Épinal. Die Saône begrenzt das Gemeindegebiet im Osten. Die Gemeinde liegt im Einzugsgebiet der Rhône und wird neben der Saône vom Ruisseau de la Sâle, dem Fossé Sauvage und dem Ruisseau de Bolinvaux entwässert.
Umgeben wird Saint-Julien von den Nachbargemeinden Tignécourt im Norden, Bleurville im Nordosten, Monthureux-sur-Saône im Osten, Godoncourt im Südosten, Les Thons im Süden sowie Fouchécourt im Südwesten.

## Bevölkerungsentwicklung
| Saint-Julien: Einwohnerzahlen von 1793 bis 2016                                                                            | Saint-Julien: Einwohnerzahlen von 1793 bis 2016 | Saint-Julien: Einwohnerzahlen von 1793 bis 2016 | Saint-Julien: Einwohnerzahlen von 1793 bis 2016 | Saint-Julien: Einwohnerzahlen von 1793 bis 2016 |
| --- | ----------------------------------------------- | ----------------------------------------------- | ----------------------------------------------- | ----------------------------------------------- |
| Jahr |                                                 |                                                 |                                                 | Einwohner                                       |
| 1793 | 1793                                            |                                                 | 526                                             | 526                                             |
| 1800 | 1800                                            |                                                 | 560                                             | 560                                             |
| 1806 | 1806                                            |                                                 | 617                                             | 617                                             |
| 1821 | 1821                                            |                                                 | 541                                             | 541                                             |
| 1831 | 1831                                            |                                                 | 570                                             | 570                                             |
| 1836 | 1836                                            |                                                 | 577                                             | 577                                             |
| 1841 | 1841                                            |                                                 | 563                                             | 563                                             |
| 1846 | 1846                                            |                                                 | 555                                             | 555                                             |
| 1856 | 1856                                            |                                                 | 457                                             | 457                                             |
| 1861 | 1861                                            |                                                 | 474                                             | 474                                             |
| 1866 | 1866                                            |                                                 | 461                                             | 461                                             |
| 1876 | 1876                                            |                                                 | 434                                             | 434                                             |
| 1881 | 1881                                            |                                                 | 407                                             | 407                                             |
| 1886 | 1886                                            |                                                 | 400                                             | 400                                             |
| 1891 | 1891                                            |                                                 | 386                                             | 386                                             |
| 1896 | 1896                                            |                                                 | 373                                             | 373                                             |
| 1901 | 1901                                            |                                                 | 353                                             | 353                                             |
| 1906 | 1906                                            |                                                 | 343                                             | 343                                             |
| 1911 | 1911                                            |                                                 | 305                                             | 305                                             |
| 1921 | 1921                                            |                                                 | 261                                             | 261                                             |
| 1926 | 1926                                            |                                                 | 266                                             | 266                                             |
| 1931 | 1931                                            |                                                 | 270                                             | 270                                             |
| 1936 | 1936                                            |                                                 | 258                                             | 258                                             |
| 1946 | 1946                                            |                                                 | 263                                             | 263                                             |
| 1954 | 1954                                            |                                                 | 232                                             | 232                                             |
| 1962 | 1962                                            |                                                 | 231                                             | 231                                             |
| 1968 | 1968                                            |                                                 | 217                                             | 217                                             |
| 1975 | 1975                                            |                                                 | 203                                             | 203                                             |
| 1982 | 1982                                            |                                                 | 176                                             | 176                                             |
| 1990 | 1990                                            |                                                 | 137                                             | 137                                             |
| 1999 | 1999                                            |                                                 | 146                                             | 146                                             |
| 2006 | 2006                                            |                                                 | 137                                             | 137                                             |
| 2011 | 2011                                            |                                                 | 130                                             | 130                                             |
| 2016 | 2016                                            |                                                 | 110                                             | 110                                             |
| Quelle(n): EHESS/Cassini bis 1999, INSEE ab 2006 Anmerkung(en): Ab 1962 offizielle Zahlen ohne Einwohner mit Zweitwohnsitz |                                                 |                                                 |                                                 |                                                 |

## Sehenswürdigkeiten
- Kirche Saint-Julien aus dem 16. Jahrhundert, seit 1908 als Monument historique klassifiziert. Sie birgt zahlreiche Ausstattungsgegenstände, die in der Base Palissy gelistet sind und als Monument historique der beweglichen Objekte klassifiziert sind.
- Ehemaliges Gerichtsgebäude, errichtet 1511, seine Fassade und Gitter an den Fenstern im Erdgeschoss sind seit 1929 als Monument historique eingeschrieben.
- Haus an der Rue du Caron aus dem 16. Jahrhundert im Renaissance-Stil

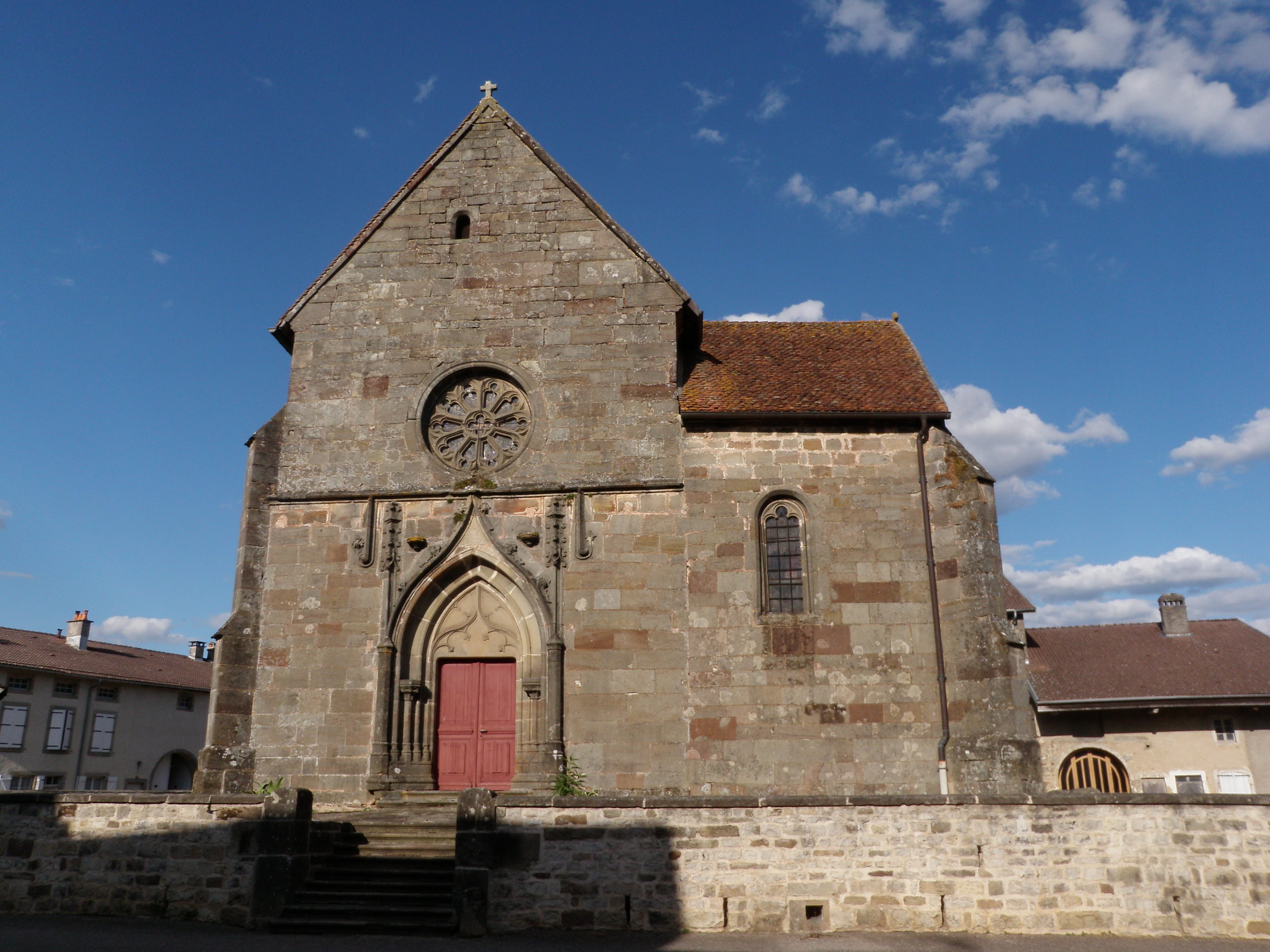
Kirche Saint-Julien
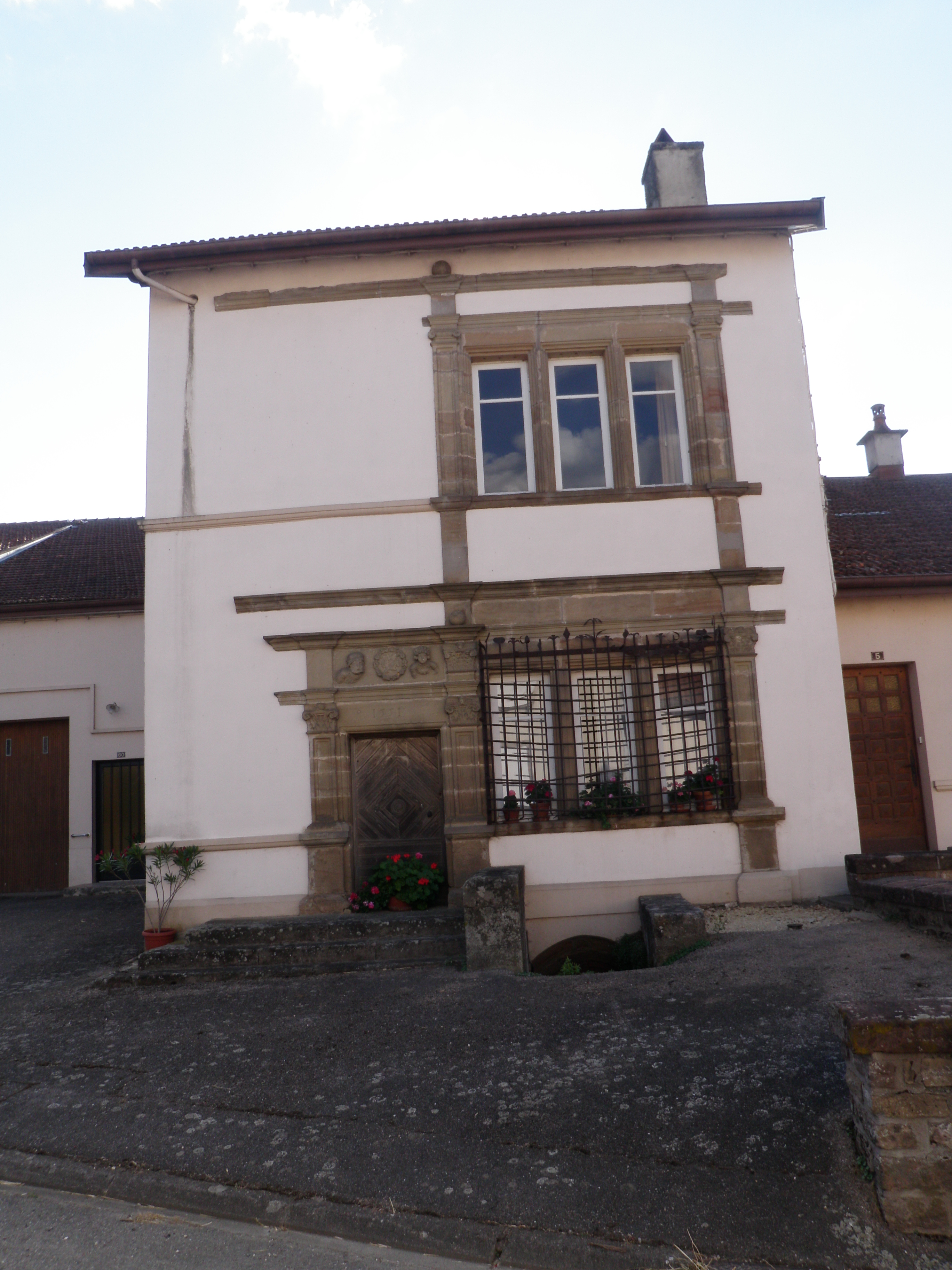
Ehemaliges Gerichtsgebäude
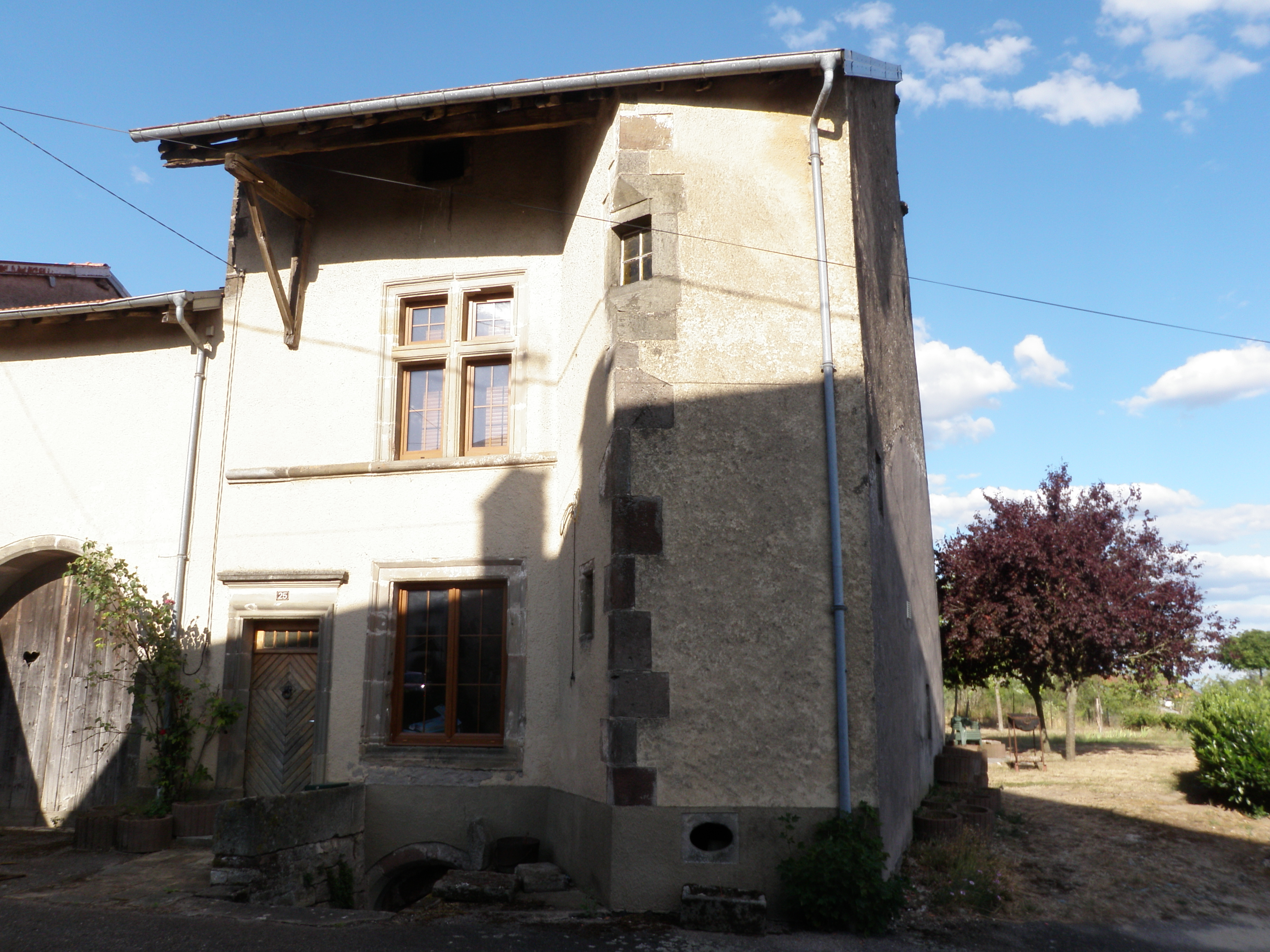
Renaissance-Haus
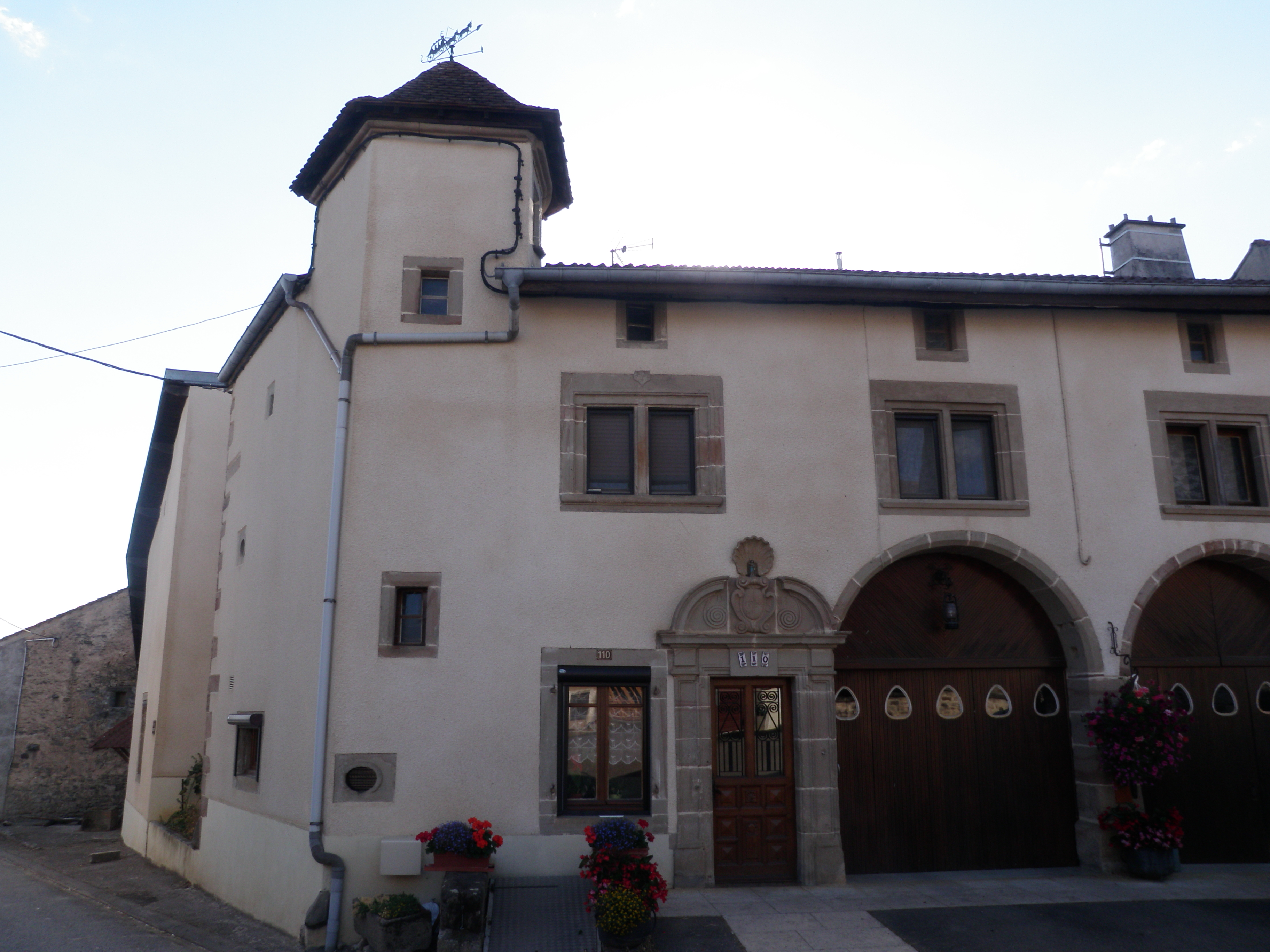
Renaissance-Haus